# Meridanatus berlandi
Meridanatus berlandi is een hooiwagen uit de familie Cranaidae.